# جمل (أسطورة)
الجمل (بالإنجليزية: Camel)‏ أصبح الجمل في العصور الوسطى المسيحية رمزا للاعتدال وضبط النفس؛ وذلك بسبب قدرته على السير في الصحراء مسافات طويلة بدون ماء. كما أصبح رمزا لتحمل الأعباء الثقيلة حتى قالوا: كما أن المسيح يتحمل خطايا العالم فإن الجمل يتحمل الأعباء المادية. وتروي الأناجيل أن يوحنا المعمدان كان يلبس وبر الإبل، ومنطقة من جلد على خصره، ( مرقس الإصحاح الأول : 6).
وكان الجمل يظهر في الأعمال الفنية في العصور الوسطى المسيحية في لوحات يوسف وأخوته، وفي خروج اليهود من مصر. لكن هناك أيضا من ينتقص من الجمل، فأرسطو يقول إن الجمل يقضي يوما کاملا تقريبا في الاتصال الجنسي (تاريخ الحيوان 540). وسفر اللاويين يقول عن الجمل: لأنه يجتر، لكنه لا يشق ظلفا فهو نجس لكم ... (الإصحاح الحادي عشر : 4).